# Cultura de Ansilta
Se conoce con el nombre de Cultura de Ansilta, a un pueblo aborigen que habitó desde el 1800 a. C. hasta 500 d. C., la zona de la cordillera de Ansilta en la actual provincia argentina de San Juan, desde las altas cumbres andinas hasta los valles al oriente de ellas. La continuidad por más de 2000 años, hace de esta cultura, uno de los períodos más extensos que se conocen en la historia de los pueblos precolombinos.
Las grutas halladas, hacen suponer que este grupo humano llegó a la zona desde el Norte, probablemente desde el Perú, pasando por Chile.
Eran pueblos cazadores y recolectores que cazaban guanacos y animales menores, recolectaban huevos y los frutos de la algarroba y el chañar. La agricultura era escasa, debido a las condiciones climáticas y a las zonas áridas que habitaron, aunque hacia el año 500 d. C. comenzaron a recibir influencias de otras culturas agrícolas vecinas, sembrando maíz, quinoa, zapallo y porotos.
La momia encontrada en la Gruta de Los Morrillos en San Juan, permite ver que el color de su piel era oscura y el cabello lacio, tenían la frente amplia, los pómulos salientes, las mandíbulas firmes pero no exageradamente desarrolladas, nariz aguileña moderada y ojos de tamaño mediano, no oblicuos. Su talla era baja, de no más de 160 cm de altura en los varones.
Se supone que habitaban en cavernas naturales o en chozas cónicas. Enterraban a sus muertos en grutas o en túmulos cubiertos de grandes piedras.